# Барби као принцеза и просјакиња
Барби као принцеза и просјакиња или Барби као принцеза и сиротица (енгл. Barbie as the Princess and the Pauper) је канадско−амерички рачунарски анимирани филмски мјузикл. Објављен је на форматима кућног видеа 28. септембра 2004. године, а телевизијску премијеру је имао 14. новембра 2004. на Nickelodeon-у.
Први је мјузикл у филмском серијалу Барби. Режирао га је Вилијам Лау, а глас Барби протагонисткињама, Анелис и Ерики, позајмила је Кели Шеридан. Радња је инспирисана романом Краљевић и просјак аутора Марка Твена и први је Барби филм без икаквих фантастичних елемената, који су до тад били уобичајен део франшизе. Често се сматра најбољим филмом у франшизи и стекао је култно праћење.
Песме у филму су написали Ејми Пауерс, Меган Кавалари и Роб Хаднат, који је такође био и извршни продуцент филма. Филм је номинован за шест DVD Exclusive награда.
У Србији, филм је премијерно објавила издавачка кућа Millennium Film & Video на DVD-у 2004. године, са хрватском синхронизацијом.  Постоје две српске синхронизације овог филма. Прву је 2008. године радио студио Кларион за канал Minimax, а другу 2012. године студио Идеограм за телевизију Happy. У обе синхронизације, песме су синхронизоване. Иако је на DVD издању наслов филма Барби као принцеза и сиротица, у обе синхронизације је наслов Барби као принцеза и просјакиња.

## Улоге
| Улога           | Глас                                          |
| --------------- | --------------------------------------------- |
| Принцеза Анелис | Кели Шеридан (дијалози) Мелиса Лајонс (песме) |
| Ерика           | Кели Шеридан (дијалози) Џули Стивенс (песме)  |
| Џулијан         | Алесандро Џулијани                            |
| Краљ Доминик    | Марк Хилдрет (дијалози) Марк Луна (песме)     |
| Преминџер       | Мартин Шорт                                   |
| Краљица         | Елен Кенеди                                   |
| Серафина        | Кетлин Бар                                    |
| Вулфи           | Ијан Џејмс Корлет                             |
| Мадам Карп      | Пем Хајат                                     |
| Наратор         | Кели Шеридан                                  |